# Saksische Oostmark

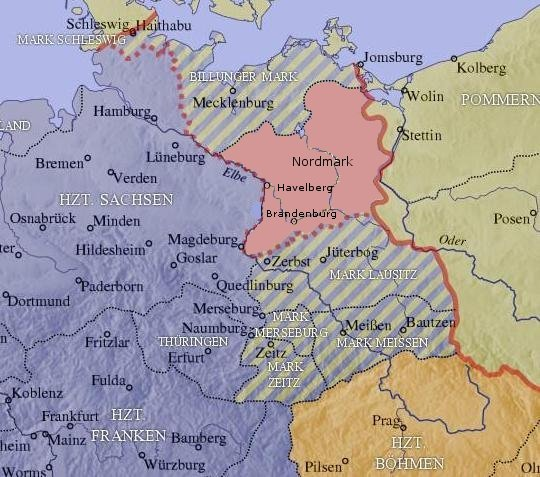
De Oostmark werd in 965 opgedeeld in vijf verschillende marken.

De Saksische Oostmark of Oostmark (Duits: Sächsische Ostmark; Latijn: marchia orientalis) was van 937 tot 965 mark van het Oost-Frankische Rijk. Het was gelegen ten oosten van de middenloop van de rivier Elbe.
De enige markgraaf van het gebied was Gero. Naar hem werd het gebied ook wel de mark van Gero (Duits: Geromark; Latijn: marca geronis) genoemd. 
Omwille van de nederzettingen van de Sorben of Elb-Slaven wordt de mark ook Sorbenmark en Elbmark genoemd.
Na de dood van Gero in 965 werd de Oostmark opgedeeld in vijf kleinere marken: de Noordmark, de mark Meißen, de mark Lausitz, de mark Merseburg en de mark Zeitz. Vaak wordt er een betwist 6de markgraafschap aan de lijst toegevoegd: het markgraafschap Landsberg.